# アルシア・フリント
アルシア・フリント（英語: Althea Flynt, 旧姓リージャー（英語: Leasure）、1953年11月6日 - 1987年6月27日）は、ラリー・フリントの4人目の妻、ポルノ雑誌『ハスラー』の共同出版者であった。

## 来歴
リージャーはオハイオ州マリエッタで生まれた。アルシアと3人の姉妹、シェリー、デビー、マーシャと兄弟のリチャードは、虐待的な家庭で育った。アルシアが8歳の時、父親は母親と祖父母を撃って、銃で自殺した。アルシアは孤児院に入れられ、10代で脱走する迄そこで過ごした。映画『ラリー・フリント』では、修道女がアルシアを性的に虐待していたので逃げ出した事がほのめかされている。
1971年、アルシアはオハイオ州コロンバスにラリーが所有するクラブに、ストリッパーの職を求めに行った際に彼と出会った。彼女は17歳であった。ラリーだけが他のストリッパーと寝ている、たった1人の人間ではないことを告げられ、彼はアルシアに興味を持つようになった。結局2人は1976年8月21日に結婚した。アルシアは「Name's Leasure, rhymes with pleasure (名前はプレジャー（快楽）と韻を踏むリージャー)」と題されるハスラー初の等身大中央見開きページのモデルとなった。そして彼女は11年の結婚期間を通して雑誌の出版と経営に関わった。1977年に短期間ラリーが宗教に帰依していた間も、彼女は雑誌を発行し続け、破綻させなかった。
アルシアは1978年にラリーが何者かに狙撃されて半身不随となった後、彼が疼痛治療のために処方された薬に手を出し始め、遂には薬物中毒となった。彼女は1983年にエイズと診断された。ラリー・フリントはアルシアは薬を使用する時は常にきれいな針を使っており、子宮摘出の際の輸血から感染したと主張した。
1987年6月27日、カリフォルニア州ロサンゼルスの自宅、ベルエアー・マンションでアルシアは溺死した。報道によると、彼女は薬の服用過多から意識を失い浴槽に沈んだ。しかしフリントは、アルシアはエイズの末期状態にあり、いずれにしろ1年以内には死んでいたであろうと語った。

## 映画
1996年の伝記映画『ラリー・フリント』ではコートニー・ラブがアルシアを演じ、ゴールデングローブ賞 主演女優賞 (ドラマ部門) にノミネートされた。